# 德国香肠

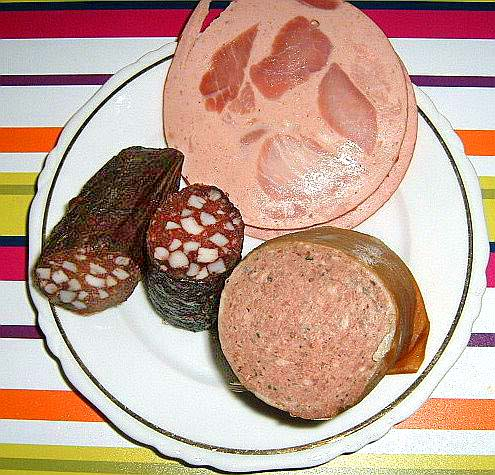
不同種類的德國香腸。

德国香肠是指原产于德国的香肠。其种类繁多，有名的有德國油煎香腸、德國下午茶香腸等。

## 種類
各种原产于德国的香肠列表，包括各种衍生品：
- 巴伐利亞白香腸
- 德國咖喱腸
- 德國豬肝腸
- 德國下午茶香腸
- 德國油煎香腸
- 施華力腸
- 法蘭克福腸
- 图林根原味烤香肠